# Youri Messen-Jaschin

Youri Messen-Jaschin 2016.

Youri Messen-Jaschin, född 27 januari 1941 i Arosa i Schweiz, är en schweizisk konstnär.

## Viktiga verk

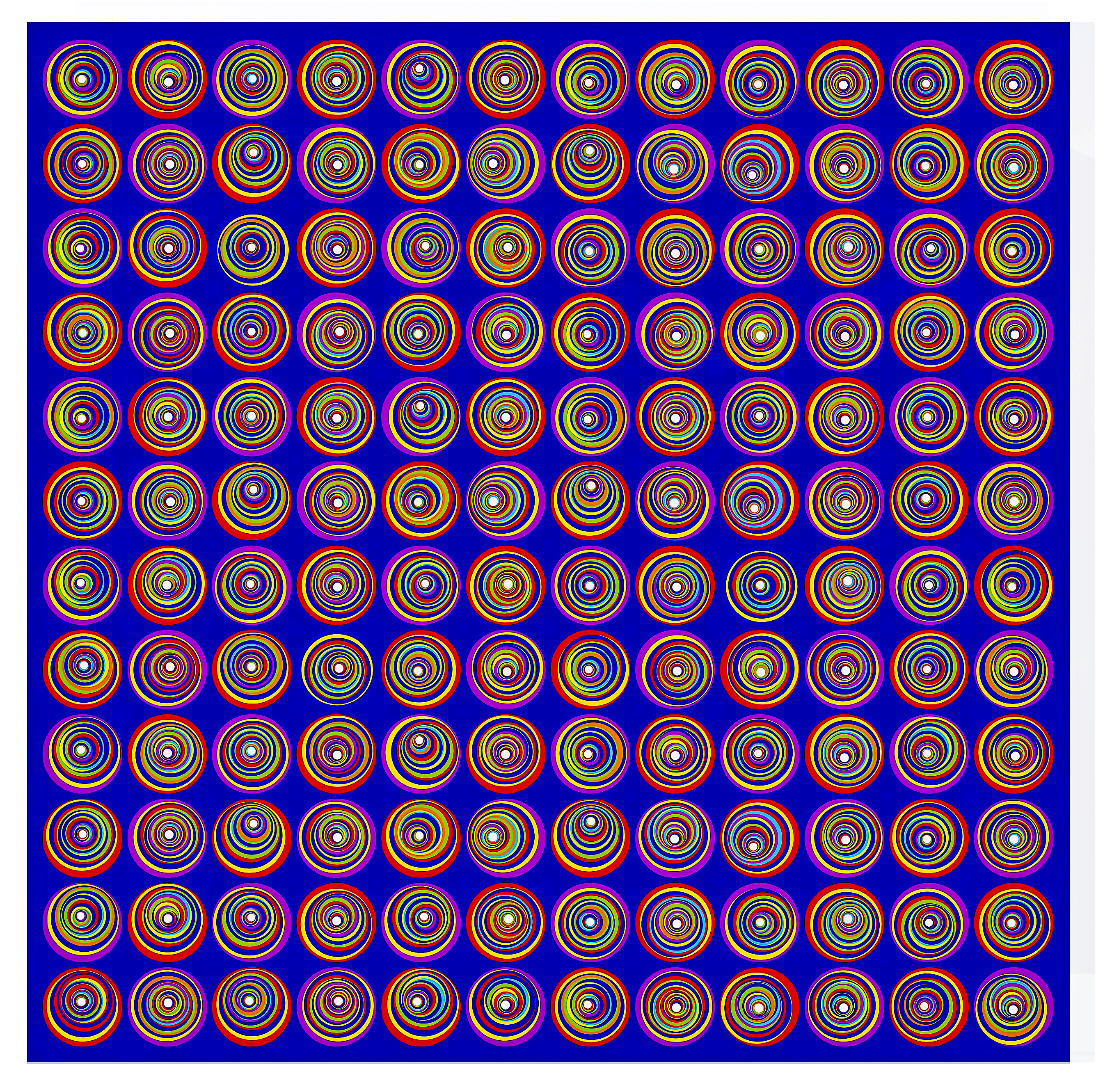
Variation on Z_{N} spin model, stor Op-konst-serigrafi tryckt på aluminium, 2021.

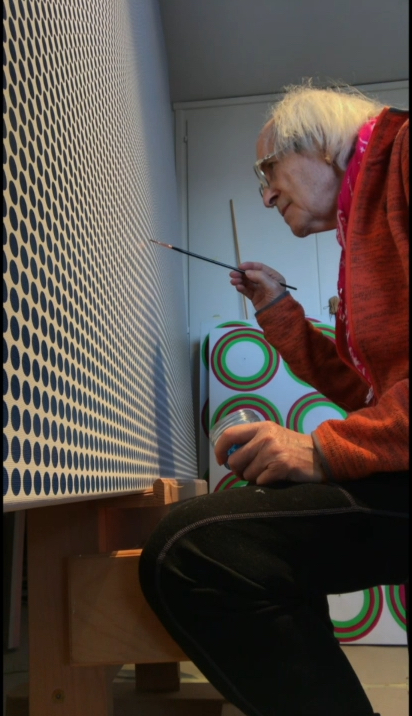
Youri Messen-Jaschin målar Blue Two i sin ateljé i Lausanne (2020). Verket tillhör en privat samling.

## Biografi
Messen-Jaschin är av lettisk härkomst. Han började sina studier vid École nationale supérieure des beaux-arts i Paris, där en av hans lärare var Robert Cami. Senare studerade han även vid Sorbonne där han undervisades av Pierre Francastel.
Åren 1962 till 1965 läste han vid École des Beaux-Arts i Lausanne. Han undervisades där av gravören och målaren Ernest Pizotti. Hans namn nämndes för första gången i samband med en utställning vid Expo 64 i Lausanne där han ställde ut rörliga glas- och akrylskulpturer. Messen-Jaschin arbetade sedan i två år vid Centre de la gravure contemporaine i Genève. Sedan flyttade han till Zürich där han utvecklade sina bildmässiga horisonter inspirerad av att verka i kretsen runt den kände målaren Friedrich Kuhn. Mellan 1968 och 1970 följde sedan de så viktiga åren då han var aktiv vid Högskolan för design och konsthantverk i Göteborg. Där experimenterade han med rörlig textil konst och skapade flera verk, som ställdes ut i Göteborg i samarbete med Röhsska konstslöjdmuseet. 
I Göteborg lärde han känna konstnärerna Jesus Rafael Soto, Carlos Cruz Diez och Julio Le Parc under en utställning i Museet för modern konst. Under samtalen med dessa insåg han möjligheterna inom optisk konst som kunde utvidgas genom inslag av rörliga arrangemang. Därför stannade han en längre tid i Göteborg, där han hade möjlighet att tekniskt realisera sina tankar om integration mellan optiska geometriska arrangemang och rörlig konst. Dessa projekt väckte stor uppmärksamhet i Skandinavien, där han nu betraktades som en av de stora avantgardeisterna. Hans verk hittade också vägen till flera moderna utställningar hos olika museer.
År 1968 fick han både förstapriset för schweizisk gravyrkonst och ett statligt stipendium från svenska staten. Från 1970 arbetade han i en ateljé utanför Hamburg där han tillsammans med nordtyska konstnärer arbetade på flera ganska monumentala kinetiska projekt, bland annat en stor installation vid det internationella företaget Gould Corporations kontor i Eisstetten i Schwarzwald. Under dessa år uppmärksammade han också sina samtida kolleger inom popkonst, såsom Andy Warhol, Tom Wesselman och Jasper Johns och utvecklade kontakterna då han några månader vistades i New York. Detta inflytande visar sig i Youris enda verk i popkonststil, den stora väggbonaden "More Light" som han skapade i sin schweiziska ateljé i Zollikofen utanför Bern. Den återspeglar den användning av starka färger popkonst står för. Den rådande smaken gjorde att verket snabbt fick en köpare, när den kända schweiziska varuhusgruppen Migros eget Musee Migros für gegenwärtige Kunst intresse väcktes.
Han stannade i Bern från 1970 till 1981. Vid varje utlandsresa skapade han nya kontakter med konstnärer som arbetade åt samma håll inom konsten. Det rörliga momentet i Youris konst gled så småningom över i ett ökat intresse för ett med arkitektur förenligt synsätt och han började kontakta företrädare för modern arkitektur. Hans studier ledde till kontakter och tillfällen till samtal med storheter som Oscar Niemeyer och Burle Marx i Rio de Janeiro, Ruy Otake i São Paulo och Clorinda Testa i Buenos Aires. Dessa samtal ledde in på olika sätt att framhäva rörlighet i arkitekturen, ett nytt element i denna konstart. Mot slutet av sin vistelse i Sydamerika anordnade Youri egna utställningar i Caracas med finansiellt stöd av Eugenio Mendoza-stiftelsen, Goethe-Institutet och Alliance Francaise. Dessa utställningar integrerades med både teater och dansuppvisningar och deltog även i VI Festival Internacional de Teatro. Men då Venezuela snart drabbades av valutaproblem och politisk instabilitet beslöt Youri att återvända till den europeiska scenen och mottog 1985 det första kulturella världspriset Premio Mondiale della Cultura statua delle Vittoria som utdelades av Centro Studi e richerche dekke Nazioni i Calvatone i Italien.
Han blev även "academien de l'Europe" (en sorts akademiledamot) i Centro Studi e Richerche de l'Europa. Hans verk återfinns numera i museer och privata samlingar på flera kontinenter.
Det sätt varpå Youri Messen-Jaschin använder rörelse och färg placerar honom i kategorin arkitekter med inriktning på tredimensionell rörelse.

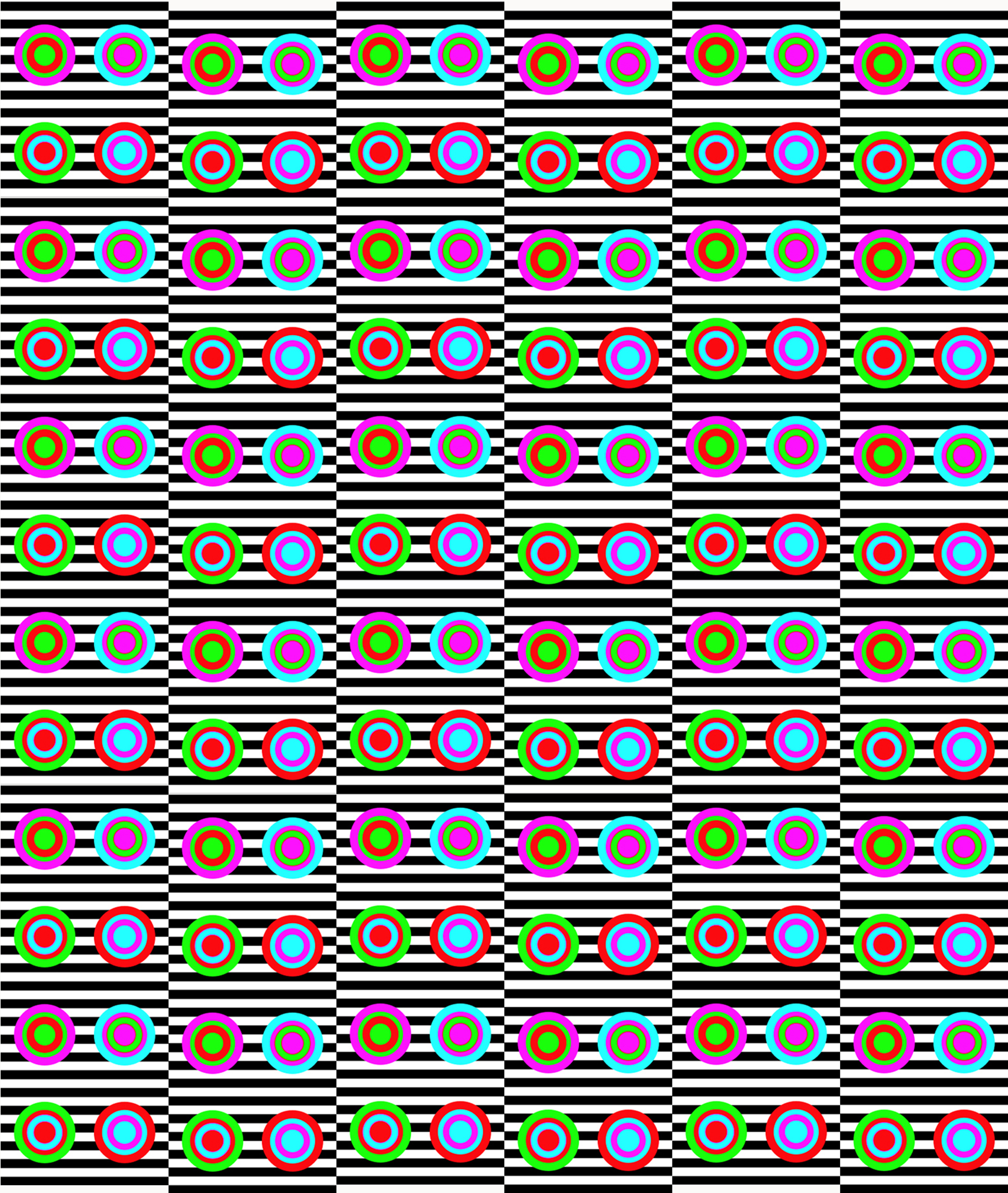
Opkonstverk i silkscreen (200 × 170 cm), unik upplaga 1/1. Vinnare av Talent Prize Award 2022 i Los Angeles. Den optiska illusionen förändras med vinkeln, inspirerad av kvantdynamik.

## Video
Se hela videon på Wikimedia Commons